# 韦里塞
韦里塞（法語：Vérissey，法語發音：[veʁisɛ]）是法国索恩-卢瓦尔省的一个市镇，属于卢昂区。

## 地理
韦里塞（46°42'40"N, 5°7'9"E）面积8.27 平方千米，位于法国勃艮第-弗朗什-孔泰大區索恩-卢瓦尔省，该省份为法国中部省份，北起顺时针与科多尔省、汝拉省、安省、罗讷省、卢瓦尔省、阿列省和涅夫勒省接壤。
与韦里塞接壤的市镇（或旧市镇、城区）包括：蒂雷、瑞夫、布雷斯地区莱萨尔、蒙特雷、布雷斯地区圣艾蒂安、锡马尔、特龙希。

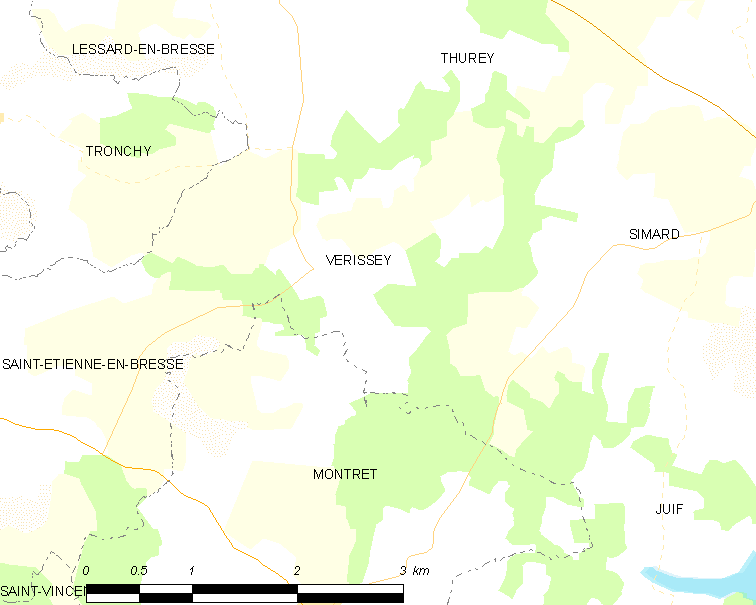
韦里塞的OSM定位图

韦里塞的时区为UTC+01:00、UTC+02:00（夏令时）。

## 行政
韦里塞的邮政编码为71440，INSEE市镇编码为71568。

## 政治
韦里塞所属的省级选区为卢昂县。

## 人口

1962-2008年间韦里塞人口变化图示

韦里塞于2022年1月1日时的人口数量为55人。